# Bill Traylor
William Traylor, född 1 april ca 1853, död 23 oktober 1949, var en afroamerikansk självlärd konstnär från Lowndes County i Alabama.
Traylor föddes in i slaveri och tillbringade större delen av sitt liv efter att slaveriet avskaffades 1863 som jordbrukare på arrenderad mark. Det var först efter 1939, efter hans flytt till Montgomery, Alabama, som Traylor började rita. Vid 85 års ålder tog han fram en penna och en bit kartong för att dokumentera sina minnen och iakttagelser. Från 1939 till 1942 producerade han nästan 1 500 konstverk.
Traylor hade sin första offentliga utställning 1940. Men det dröjde till slutet av 1970-talet innan hans verk verkligen blev kända, 30 år efter hans död. Idag räknas Traylor som en viktig figur inom amerikansk folkkonst och modern konst.